# NASDAQ
NASDAQ (tudi National Association of Securities and Dealers Automated Quotations) je največja elektronska ameriška borza. Na borzi NASDAQ kotira približno 3700 podjetij, s čimer je to največja trgovalna borza na svetu.

## Indeksi NASDAQ
Na NASDAQ ne kotirajo samo visokotehnološka podjetja, zato je bil ustvarjen celoten sistem indeksov, od katerih vsak odraža stanje v ustreznem sektorju gospodarstva. Trenutno obstaja trinajst takšnih indeksov, ki temeljijo na kotacijah vrednostnih papirjev, s katerimi se trguje v elektronskem sistemu NASDAQ.

### Nasdaq Composite
Indeks Nasdaq Composite vključuje delnice vseh podjetij, ki kotirajo na borzi NASDAQ (skupaj več kot 5.000). Tržna vrednost se izračuna na naslednji način: skupno število delnic družbe se pomnoži s trenutno tržno vrednostjo ene delnice.

### Nasdaq-100
Nasdaq-100 vključuje 100 največjih podjetij po kapitalizaciji, katerih delnice se trguje na borzi NASDAQ. Indeks ne vključuje podjetij finančnega sektorja. Od leta 2021 je 57 % podjetij na Nasdaq-100 tehnoloških. Na borzi Nasdaq sklad pod oznako QQQ natančno sledi dinamiki Nasdaq-100.

### Drugi indeksi NASDAQ
- NASDAQ Bank Index — za podjetja v bančnem sektorju
- NASDAQ Biotechnology Index — za medicinska in farmacevtska podjetja
- NASDAQ Computer Index — za podjetja, ki razvijajo programsko in strojno opremo za računalnike
- NASDAQ Financial Index — za podjetja v finančnem sektorju, razen za banke in zavarovalnice
- NASDAQ Industrial Index — za industrijska podjetja
- NASDAQ Insurance Index — za zavarovalnice
- NASDAQ Telecommunications Index — za telekomunikacijska podjetja.